# 다이하드 3
《다이하드 3》(영어: Die Hard with a Vengeance)는 1995년 개봉한 미국의 액션 스릴러 영화이다.

## 줄거리
뉴욕의 본위트 텔러 백화점이 통근 시간대에 폭탄 테러로 폭발한다. 자신을 "사이먼"이라고 밝힌 한 남자가 뉴욕 경찰국에 전화하여 책임을 주장한다. 그는 '사이먼 가라사대' 게임 형식으로 요구를 하며, 존 매클레인 경찰 중위가 인종차별적 비방이 적힌 도발적인 샌드위치 보드를 착용하고 할렘으로 보내지지 않으면 또 다른 폭탄을 터뜨리겠다고 위협한다. 뉴욕 경찰국은 이에 따르고 매클레인을 할렘으로 보내는데, 그곳에서 그는 제우스 카버라는 전기공이자 상점 주인과 마주친다. 매클레인이 자신의 상황을 설명하기도 전에 한 무리의 갱단이 그의 표지판 때문에 매클레인과 대치한다. 카버는 개입하여 매클레인을 구하고, 그들은 택시를 타고 탈출한다.
그들은 1 폴리스 플라자에 도착하고, 사이먼은 그들에게 시간 제한이 있는 도전을 따르지 않으면 더 많은 폭탄을 터뜨리겠다고 요구한다. 그들은 동의하고 매클레인은 결국 뉴욕 지하철 3호선을 타고 월가 역으로 향하여 사이먼이 설치한 폭탄을 해체하려 한다. 카버가 매클레인보다 먼저 역에 도착하고, 매클레인은 폭탄을 찾아 폭발 직전에 선로에 던진다. 매클레인과 카버는 뉴욕 경찰국과 재회하고 일부 연방수사국 및 중앙정보국 요원들을 만난다. 그들은 처음에 사이먼이 용병이자 전 동독 국가인민군 대령인 "피터 크리그"라고 알려준다. 그들은 크리그의 본명이 사이먼 피터 그루버이며, 매클레인이 몇 년 전 로스앤젤레스에서 죽인 한스 그루버의 형제라고 밝힌다.
사이먼은 뉴욕 경찰국에 다시 전화하여, 도시의 초등학교 중 한 곳에 폭발물을 설치했으며 수업이 끝나면 폭발하고 법 집행 기관이 사용하는 동일한 무선 주파수로 작동할 수 있다고 알린다. 사이먼은 매클레인과 카버가 또 다른 시간 제한 도전을 따르면 학교 위치를 알려주겠다고 제안하며, 어떤 대피 시도가 이루어지면 폭발물을 터뜨리겠다고 경고한다. 두 사람이 사이먼의 다음 도전을 푸는 동안 뉴욕 경찰국은 도시의 모든 초등학교를 수색하기 시작한다. 매클레인은 사이먼이 학교가 없는 월가에서 뉴욕 경찰국의 주의를 돌리려 한다는 것을 깨닫고 뉴욕 연방준비은행 건물로 향한다. 그는 사이먼의 부하들이 덤프 트럭을 사용하여 금고에서 1,400억 달러 상당의 귀금속 금괴를 훔쳤다는 것을 발견한다. 그는 건설 중인 뉴욕시 워터 터널 No. 3으로 트럭을 따라가고, 카버는 사이먼의 도전을 계속한다.
사이먼은 가물막이댐을 폭파하여 터널을 침수시키지만, 매클레인은 탈출하여 카버와 재회한다. 사이먼의 부하들과의 자동차 추격전에서 살아남은 두 사람은 모든 부하들이 유료 교량 통행료를 지불하기에 정확히 충분한 돈을 가지고 있었다는 것을 발견한다. 두 사람은 롱아일랜드 해협에 정박한 탱커에 몰래 탑승하지만, 사이먼의 일당이 그들을 붙잡아 폭탄 옆에 묶어둔다. 사이먼은 학교 위협이 가짜였으며, 금괴로 가득 찬 탱커를 파괴하여 서방 세계 경제를 불안정하게 만들 계획이라고 주장하는 메시지를 방송한다. 그가 떠난 후 카버와 매클레인은 풀려나 폭탄이 터지기 직전에 탱커에서 탈출한다. 매클레인과 카버가 뉴욕 경찰국으로부터 브리핑을 받는 동안 매클레인은 사이먼의 부하들이 훔친 금괴 중 어떤 것도 탱커의 화물칸에 없었다고 알려주며, 사이먼이 그루버 가족의 모두스 오페란디에 대한 자신의 지식을 사용하여 모든 것을 자신이 가지려 했다고 추론한다.
매클레인이 소원해진 아내 홀리에게 전화하려다 탱커에서 사이먼이 건네준 아스피린 병을 우연히 보게 되고, 그것이 미국-캐나다 국경의 퀘벡주에 있는 트럭 정류장에서 구입되었다는 것을 알아차린다. 매클레인은 뉴욕 경찰국에 자신의 발견을 알리고, 그들과 카버와 함께 트럭 정류장 근처 창고로 급히 달려간다. 그곳에서 사이먼과 그의 부하들은 금괴를 재분배하고 탈출을 계획하고 있었다. 사이먼의 나머지 부하들은 법 집행 요원들에게 신속하게 체포되지만, 사이먼과 그의 여자친구 카티아는 헬리콥터로 탈출하려다 매클레인을 공격한다. 매클레인은 머리 위 전선을 쏘아 헬리콥터에 떨어뜨리고, 헬리콥터는 추락하여 폭발하고 사이먼과 카티아는 사망한다. 그들이 승리를 축하하는 동안 카버는 매클레인에게 홀리에게 다시 전화하라고 설득한다.

## 배역
- 브루스 윌리스 - 존 맥클레인
- 제러미 아이언스 - 사이먼 그루버
- 새뮤얼 L. 잭슨 - 제우스 카버

## 한국판 성우진(KBS) (1997년 1월 1일)
- 이정구 - 존 맥클레인(브루스 윌리스)
- 유해무 - 제우스 카버(새뮤얼 L. 잭슨)
- 설영범 - 사이먼 그루버(제러미 아이언스)
- 김병관 - 월터 코브 반장(래리 브리그맨)
- 온영삼 - 조 램버트(그레이엄 그린) / 제리 팍스(조 자룸)
- 손정아 - 코니 코왈스키(콜린 캠프) / 레이먼드(알디스 호지)
- 윤기황 - 찰스 와이스(케빈 체임벌린) / 리키 월시(안소니 펙) / 칼(스벤 툴러바드)
- 이호인 - 앤디 크로스 요원(찰스 듀마스) / 아이반(빌 크라이스트)
- 강구한 - 마티아스 타르고(닉 와이먼) / 빌 자비스(마이클 크리스토퍼) / 지하철역 경찰(스콧 니콜슨) / 번트(T. 앨로이 랭겐필드) / 벤츠 주인
- 김혜미 - 덱스터 (마이클 알렉산더 잭슨)
- 박규웅 - 프레드 쉴러 박사(스티븐 펄먼) / 펠릭스 리틀(존 C. 베네마)
- 김일 - 롤프(로버트 세드윅) / 아랍 택시기사(아시프 맨드비) / 그 외 단역